# Аббасова, Лала Гюльбаба кызы
Лала Гюльбаба кызы Аббасова (азерб. Lalə Gülbaba qızı Abbasova, род. 9 июня 1955 года, Хачмаз, Азербайджанской ССР) — депутат Милли Меджлиса — парламента Азербайджана третьего созыва, педагог, журналист.

## Биография
Выпускница факультета журналистики Бакинского Государственного Университета. Член Союза Журналистов Азербайджана. Знает русский язык. Председатель общественного объединения «Женщина и прогресс».
С 1972 года работала преподавателем музыки в детском саду города Хачмаза. С 1977 года — корректор в газете «Вышка», затем заместитель главного редактора. Работала в редакции тюркоязычных программ азербайджанского радио. С 1998 года редактор журнала «Ваш дом». С 2000 года главный редактор газеты «Мир женщин». Автор трёхтомного энциклопедического сборника «Азербайджанские женщины XX века». Мать троих детей.

## Политическая карьера
6 ноября 2005 года была избрана депутатом Милли Меджлиса третьего созыва от 55-го Хачмазского городского избирательного округа как независимый депутат. Член постоянной комиссии по вопросам науки и образования. Член рабочих групп по межпарламентским отношениям Азербайджан — Албания, Азербайджан — Австрия, Азербайджан — Болгария, Азербайджан — ЮАР, Азербайджан — Испания, Азербайджан — Израиль, Азербайджан — Саудовская Аравия и Азербайджан — Узбекистан.